# Ramón Griffero
Ramón Griffero Sánchez (Santiago, 29 de noviembre de 1954) es un dramaturgo y director teatral chileno, uno de los más destacados de su país, que recibió el 14.º Premio Nacional de Artes de la Representación y Audiovisuales Chile. 
Es considerado figura emblemática del teatro nacional durante la década de 1980; sus primeros montajes se asocian a la resistencia cultural y política a la dictadura militar de Augusto Pinochet.

## Biografía
Hijo del ingeniero industrial José Griffero Marcel, ex-guardamarina y náufrago del Lautaro, y de la antofagastina Gabriela Sánchez Rojas, Ramón creció con sus hermanas Gabriela Patricia y María Celeste. Durante su infancia, viajó mucho con su familia, ya que el segundo marido de su madre fue un diplomático colombiano, Nicasio Perdomo Godoy. De ahí que se educara en una decena de colegios, entre los que figuran el Saint Thomas Apostle, de Washington D. C., el San Ignacio, el Liceo Las Condes, el Colegio Salesiano El Patrocinio de San José y la Escuela Militar.
Ingresó a estudiar sociología en la Universidad de Chile en 1971, pero dos años después, a raíz del golpe de Estado del general Augusto Pinochet contra el gobierno socialista de Salvador Allende, que era de la Unidad Popular, se exilió en Londres. Allí, en Gran Bretaña, terminó su carrera con el grado de Bachelor on Art en Ciencias Sociales por la Universidad de Essex.   
En 1978 estudió en el Instituto Nacional de Cine de Bruselas, donde realizó el cortometraje L’Escargots, y al año siguiente ingresó en el Centro de Estudios Teatrales de la Universidad de Lovaina, donde se licenció. Fue allí donde debutó como dramaturgo y director teatral al dirigir, en 1980, su primera obra Opera pour un naufrage, con el Teatro Universitario.
Ramón Griffero regresó a Chile a fines de 1982, después de nueve años de refugiado político en Europa. Al poco tiempo de su llegada, Griffero comenzó a presentar obras en las que fue revelando su proyecto creativo: una dramaturgia de sensaciones fuertes y quiebres escénicos, en la que la estructura narrativa tradicional se rompe por la introducción de un lenguaje basado en la poesía. 

### El Trolley (1983-1988)
Fundador de El Trolley, mítico espacio clandestino, de resistencia cultural a la dictadura y de renovación artística, que agrupa durante este periodo decenas de manifestaciones de creadores de las áreas de música (Los prisioneros, Electrodomésticos-Pequeño Vicio, Índice de desempleo Fiskales ad hoc et.) Artes visuales - Danza – video arte -–actos literarios, Bienales artísticas, y decenas de obras teatrales y perfomáticas, como sus connotadas fiestas de disidencia y performance.
Lugar sede de su compañía Teatro Fin de siglo. Principal espacio que, bajo este periodo, reúne tantas manifestaciones culturales disidentes acogiendo a su vez las expresiones de la diversidad sexual.
A partir de sus primeras obras como Recuerdos del hombre con su tortuga y, especialmente, con las obras montadas junto a la compañía Teatro Fin de Siglo como Historia de un galpón abandonado y Cinema-Utoppia, Griffero introdujo una dramaturgia subversiva que marcó nuevos rumbos hacia una mayor libertad escénica.
A lo largo de su dilatada trayectoria, a través de trabajos escritos y dirigidos por él como Río abajo (Thunder river) y Éxtasis, Griffero ha logrado consolidar un estilo propio, que ha sido reconocido por la crítica y el público, tanto en Chile como en el extranjero. Sus obras tienen como denominador común un acentuado carácter plástico y un empleo recurrente de recursos cinematográficos. Estos rasgos demuestran la vocación experimental de su obra, cuyo espíritu de transgresión se ha mantenido intacto aun superada la contingencia política de los años ochenta.
Griffero ha incursionado también en la narrativa, con la publicación de un conjunto de relatos titulado Soy de la Plaza Italia. Asimismo, ha desempeñado una sostenida labor como formador de nuevas generaciones teatrales, enseñando en diversas universidades y transmitiendo una actitud crítica hacia la situación artística chilena en las últimas décadas de la transición democrática.
Desde sus primeros estrenos locales, Ramón Griffero desarrolló una propuesta dramática que renovó los modelos tradicionales del teatro nacional. Sus obras interpelan a la audiencia mediante temas y elementos escénicos que buscan despertar una reflexión sobre la situación actual del país y la sociedad contemporánea. Temáticas como los conflictos políticos y la sexualidad -atormentada, asociada a la marginalidad, la humillación y la violencia- son exploradas por medio de construcciones espaciales en las que lo escenográfico interviene como un componente activo de la trama. Estas innovaciones se sintetizan en el principal aporte de Ramón Griffero al lenguaje teatral en su libro: La Dramaturgia del espacio, un estudio del alfabeto escénico, y metodología para la práctica escénica y de narrativas visuales, en su desarrollo contó con la inspiración creativa del  escenógrafo Herbert Jonckers.
Destacan el desarrollo de sus conceptos sobre  la política del arte  en la era del rectángulo
Ha realizado talleres de creación social y cursos de pregrado y postgrado en los principales centros académicos del país yde América Latina y Europa. Las obras de Griffero ha sido representadas por diversos grupos teatrales tanto nacionales como extranjeros y han participado en festivales internacionales en diversos países; también han sido traducidos y publicados en una serie de idiomas; además, numerosas tesis universitarias europeas y latinoamericanas han estudiado sus concepciones escénicas. Fue director de la Escuela de Teatro de la Universidad ARCIS desde 2001 hasta 2014 y desde diciembre de ese año re-posiciona y dirige el Teatro Camilo Henríquez. entre 2017 y diciembre de 2019   dirige y revitaliza Teatro Nacional Chileno, abriendo su sala a los creadores contemporáneos como estableciendo el programa "Un teatro para todxs" que permitió el acceso a más de 50 mil espectadores.
En su juventud  durante la Unidad Popular participó en el Frente Revolucionario de Estudiantes, lo que llevó después del golpe de Estado a su condición de refugiado político. 
Entre 2022 y 2025 realiza multiples Talleres sobre la dramaturgia del espacio , en España, Suiza, Mexico, Bolivia,Brazil realizando intervenciones  urbanos de sitio especifico, (site specific) destaca la intervención  en el l Museo de la Memoria,  en ocasión del día de la desaparición forzosa Agosto 2024- Intervención frente al Palacio de Gobierno a los 50 años del Golpe  2023 y frente al  Palcio de Justicia de Valparaíso.

## Activismo de género
Pionero en la dignificación de lo queer en la dramaturgia chilena y latinoamericana, (LGTB), primeras representaciones donde se integra la diversidad  en obras como "Cinema-Utoppia" 1985  - "Río Abajo " 1995 - 1992 Extasís o las Sendas de la Santidad, estrenada en Veroli, Italia  abordando el Homo erotismo..el SIDA, 
1974 Miembro de la agrupación “Hombres contra el machismo Universidad de Essex, Inglaterra.
1979 Realiza El primer corto metraje chileno de temática homo-erótica “L escargots” 
Destacan algunas de sus obras en las antologías de teatro queer latinoamericano, Universidad Veracruzana.
Su relato “El niño de yeso” es parte de la antología de la “Geografía literaria de la homosexualidad en Chile” ed. Universitaria.(2001)

### Teatro
- Ópera para un naufragio en francés, 1980
- Altazor Equinoxe, 1981, estrenado en Chapelle de Briggitines, Bruselas, Bélgica, julio de 1982
- Recuerdos del hombre con su tortuga, estrenada en el Teatro Moneda, Santiago, 1983
- Historias de un galpón abandonado, estrenada 18 de abril de 1984 por el Teatro Fin de Siglo, sala El Trolley
- Cinema-Utoppia, estrenada el 15 de junio de 1985 en el  espacio de resistencia cultural El Trolley

por el teatro Fin de Siglo,  
- 99 La Morgue, estrenada el 12 de diciembre de 1986 por el teatro Fin de Siglo, sala El Trolley
- Fotosíntesis Porno, estrenada en septiembre de 1988, sala Wurlitzer, en el marco del plebiscito de ese año
- Viva la república, estrenada el 12 de diciembre de 1989,
- Éxtasis o La senda de la santidad, estrenado en el Festival Mundial de Dramaturgia Contemporánea, Italia, 1993
- La gorda, comedia, 1994 Obra ganadora Muestra de Dramaturgia Nacional nacional
- Río abajo, 1995 -Estrenada en el Teatro Nacional Chileno
- Las aseadoras de la ópera, estrenada en el Festival de Nuevas Tendencias 1996 bajo la dirección de Cristián Lagresse
- Sebastopol, estrenada en octubre de 1998 en el Teatro Cariola, Santiago
- El ginecólogo de La Legua, 1998
- Almuerzos de mediodía. Brunch (también citada como Brunch o Almuerzos del mediodía), estrenada en 1998
- Las copas de la ira, 1999
- Tus deseos en fragmentos,  -estrenada en Matucana 100 2002
- Fin de eclipse, 2007 .
- Prometeo, el origen, ; 2014- estrenada en el GAM
- La Iguana de Alessandra, comedia; 2018.estrenada Teatro Nacional Chileno

### Otros
- Soy de la Plaza Italia, cuentos; Los Andes, Santiago, 1992; esta 1ª edición tenía 7 relatos; la 2º, de 1994, fue ampliada con 5 textos; los 11 que contiene son:
  - «Soy de la Plaza Italia», «El álbum de fotos», «Las aseadoras de la ópera», «Antofagasta 1888», «El secreto de Berlín», «El retorno de Gabriela», «La gorda», «El sello de la jirafa», «El viaggio», «En la Plaza Roja», «La santidad» y «El niño de yeso»
  - Diciembre  2024 Lanzamiento en el GAM de su novela. ¨Opera para un Naufragio´, editorial cuarto propio..

## Premios
Premio del Círculo de Críticos de Arte de Santiago 1985 por Cinema-Utoppia
- Premio del Círculo de Críticos de Arte de Valparaíso 1988 por Santiago-Bauhaus
- Premio concurso internacional Radio Köln 1989 por el radio-teatro La última cruzada (Alemania)
- Premio Silver 1992 (Tokio) por el guion de televisión educativa Explorando el arte'
- Seleccionado con Éxtasis para representar al teatro Latinoamericano en el Festival Mundial de Dramaturgia Contemporánea 1993, Veroli, Italia
- Premio Mejores Obras Literarias Publicadas 1993 por Tres obras de Ramón Griffero (Historias de un galpón abandonado, Cinema Utoppia y 99–La morgue)
- Premio Éxitos 1994 por Éxtasis
- Seleccionado para la Muestra de Dramaturgia Nacional 1994 con La gorda
- Premio APES 1995 al mejor montaje, mejor dirección y mejor dramaturgo por Río abajo
- Beca de la Fundación Andes para investigación in situ y escritura de Sebastopol, sobre los pueblos salitreros abandonados en el norte de Chile (1996)
- Premio Municipal de Literatura de Santiago 1997 por Río abajo
- Cinema-Utoppia es seleccionada en 1998 por La Loggia, Florencia como una de las mejores obras de la década.
- Premio Thot El Cairo, Egipto por su contribución al desarrollo del teatro contemporáneo mundial. Premio (Festival Internacional de Teatro El Cairo)
- Premio APES 2000 al mejor montaje por Cinema-Utoppia
- Premio Altazor 2000 por Cinema-Utoppia
- Premio APES 2004 al mejor director y mejor dramaturgo por Tus deseos en fragmentos.
- Premio Municipal de Artes Escénicas de Santiago 2015.
- Premio Nacional de Artes de la Representación y Audiovisuales de Chile 2019.

Reciente publicación en Inglés por Bloomsburry ed.  "The Dramaturgy of Space" en un traducción de Adam Versenyi
traductor  a su vez de la antología "Your desires in fragments and other plays" ed.Bloomsbury-Oberon books